# Paul-Otto Schmidt
Pour les articles homonymes, voir Schmidt et Paul Schmidt (homonymie).
Pour le joueur d'échecs et chimiste, voir Paul Felix Schmidt.
Paul Otto Gustav Schmidt est un interprète de conférence allemand, né le 23 juin 1899 à Berlin et mort le 21 avril 1970 à Gmund am Tegernsee (Alpes bavaroises). Il est connu pour avoir été l'interprète officiel d'Adolf Hitler.
Outre l'allemand, Schmidt parlait français, anglais, néerlandais, italien, espagnol, tchèque, slovaque, polonais et roumain. En revanche, il ne parlait pas le russe, même s'il fit partie de la délégation allemande reçue à Moscou au mois d'août 1939 dans le cadre de la préparation du pacte germano-soviétique.

## Biographie

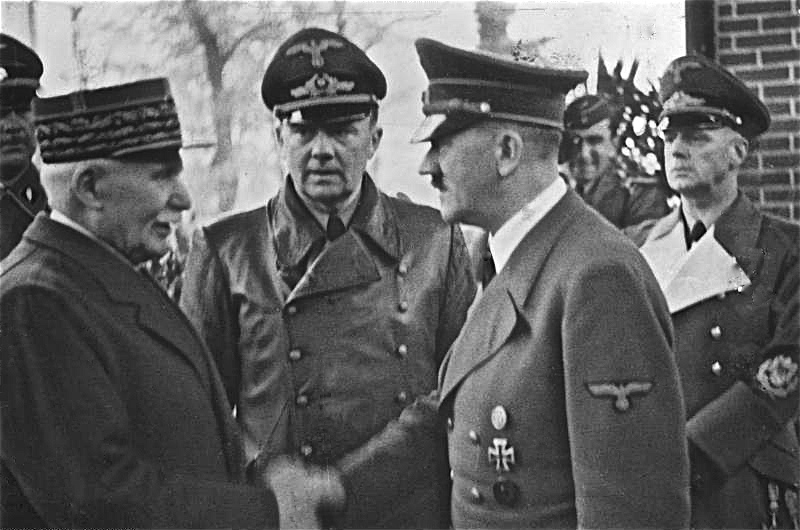
La poignée de main entre Philippe Pétain et Adolf Hitler lors de l'entrevue de Montoire le 24 octobre 1940. Au second plan au centre, le Dr Schmidt, interprète de Hitler.

Schmidt combattit pendant la Première Guerre mondiale en 1917-1918 et fut blessé sur le front ouest. Par la suite, il étudia plusieurs langues à Berlin, travaillant en parallèle pour une agence de presse américaine.
Dès 1921 il suivit une formation d'interprète de conférence auprès du ministère allemand des Affaires étrangères, faisant preuve de capacités de mémorisation exceptionnelles. En juillet 1923, Paul Schmidt, encore étudiant et en pleine préparation de ses examens, effectua sa première mission pour le ministère auprès de la Cour permanente de justice internationale de La Haye.
Après avoir passé son diplôme universitaire, il fut engagé en 1924 par le ministère des Affaires étrangères et devint chef de l'équipe d'interprètes sous le gouvernement de Gustav Stresemann. Il joua un rôle significatif dans les relations amicales d'Aristide Briand et Gustav Stresemann, dont les échanges diplomatiques menèrent à la réconciliation franco-allemande après la Première Guerre mondiale. Il resta au ministère après le changement de gouvernement suivant la victoire en 1933 du parti nazi (NSDAP), et ce jusqu'en 1945. Entre autres conférences importantes, il prit part à celle du traité de Locarno (1925). Il fut ensuite interprète de Hitler, et on lui doit notamment le compte rendu de l'entretien entre Hitler et le grand mufti Amin al-Husseini en novembre 1941.
On lui attribua les grades suivants dans l'administration :
- 1933 : Legationssekretär ;
- 1938 : Gesandter ;
- 1940 : Ministerialdirigent et Gesandter de 1re classe.

Il devint membre du NSDAP sur le tard en 1943. Il le fit sur le conseil de ses amis du ministère et eut à s'en féliciter car il aurait eu des difficultés après l'attentat du 20 juillet 1944[réf. nécessaire].
En mai 1945, il fut arrêté par les autorités américaines mais relâché dès 1948. Il fut blanchi de toute compromission avec le régime (voir dénazification) en 1950 par le tribunal de Miesbach et put continuer à travailler comme traducteur. Il fut interprète à certains procès de Nuremberg et accompagna fréquemment le psychiatre américain qui visitait les prisonniers allemands dans leur cellule.
À l'hiver 1952-1953, il devint directeur de l'institut munichois d'interprètes et de traducteurs (Sprachen- und Dolmetscherinstitut ou SDI). Il fut aussi candidat du parti conservateur « Deutsche Partei » lors des élections fédérales allemandes de 1953 pour le Bundestag mais ne fut pas élu.
Paul Schmidt a publié ses mémoires sous le nom « Dr Paul Schmidt » dans deux ouvrages :
- 1949 : Statist auf diplomatischer Bühne (Un figurant sur la scène politique) ;
- 1951 : Der Statist auf der Galerie (Un figurant sur la galerie).